# Klemens Kindermann

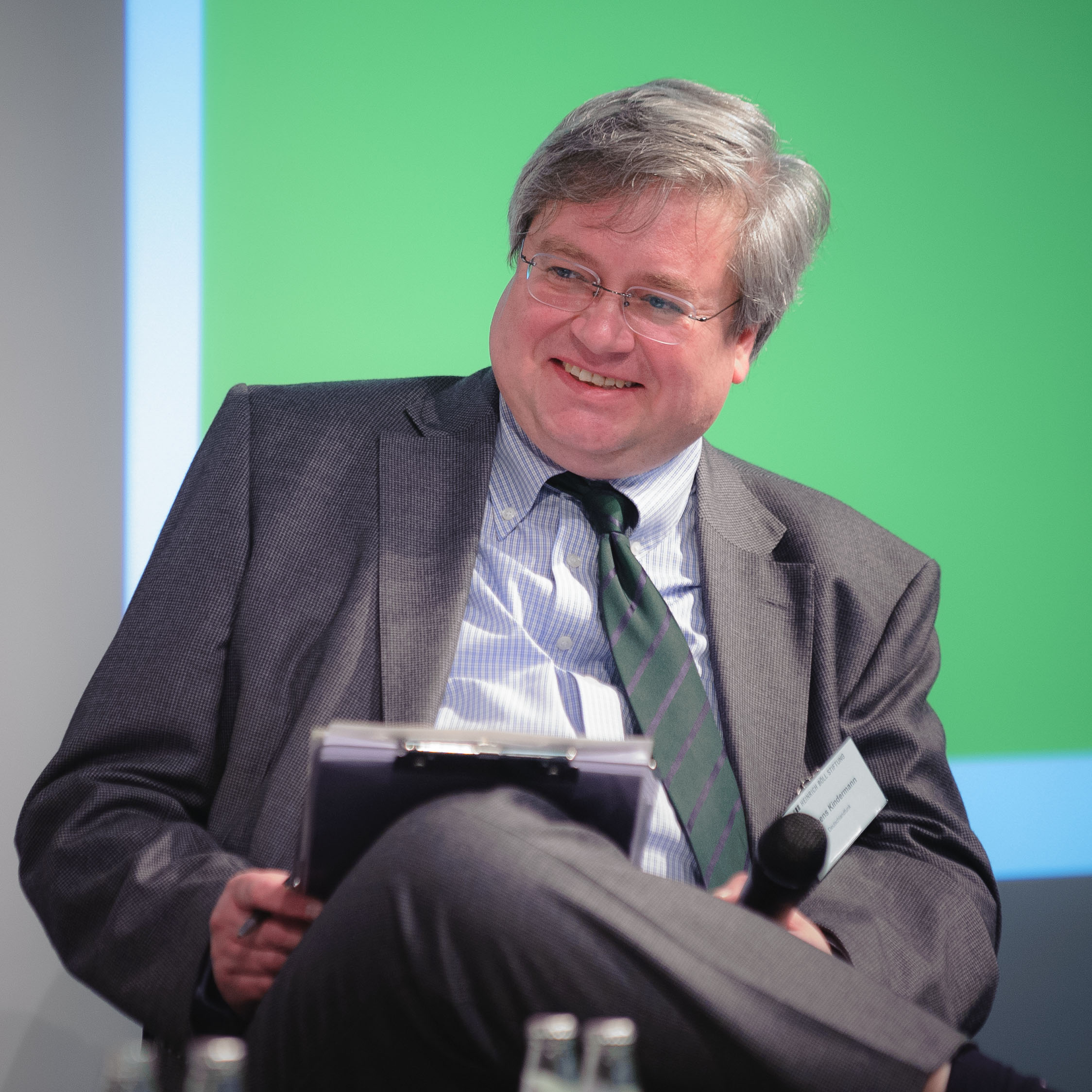
Klemens Kindermann, 2013

Klemens Kindermann (* 5. Juni 1963 in Berlin) ist Leiter der Abteilung und gleichnamigen Sendung Wirtschaft und Gesellschaft beim Deutschlandfunk und früherer leitender Mitarbeiter beim Handelsblatt.

## Leben
Kindermann studierte als Stipendiat der katholischen bischöflichen Journalismusausbildung (ifp) katholische Theologie an der Jesuitenhochschule in Rom sowie in Münster und Oxford und war Stipendiat des Hochbegabtenförderungswerks Studienstiftung des deutschen Volkes. Während des Studiums machte er Station bei der WAZ, den Westfälischen Nachrichten, der dpa, beim NDR und ARD-aktuell. Nach einem Volontariat bei der Deutschen Presse-Agentur (dpa) arbeitete er ab 1991 bei deren Redaktion in Essen im Bereich Unternehmensberichterstattung. Ab 1994 war er politischer Korrespondent in Berlin. 1997 schrieb er beim Handelsblatt über Energie- und Umweltpolitik, koordinierte die Länderberichterstattung und entwickelte den Handelsblatt Business-Monitor, der die repräsentativen der deutschen Top-Manager befragt. 2002 wurde er dort Chef des Politik-Desks und 2004 dazu zweiter Leiter der Abteilung Wirtschaft & Politik und war maßgeblich an inhaltlichen und redaktionellen Entwicklungen beteiligt.
Im Juli 2009 wurde Kindermann beim Deutschlandfunk Leiter der Abteilung und gleichnamigen Sendung Wirtschaft und Gesellschaft, als Nachfolger des zuvor in den Ruhestand getretenen Rainer Bittermann. Er hat die redaktionelle Verantwortung für die Wirtschafts- und Börsenberichterstattung der aktuellen Informationssendungen sowie für Sendungen wie Umwelt und Verbraucher und Wirtschaft am Mittag und ist dort seit 2012 stellvertretender Chefredakteur.